# Стадион Мунајши
Стадион Мунајши је мулти-функционални стадион у граду Атирау, Казахстан. Тренутно се користи углавном за фудбалске утакмице и домаћи је стадион Атирау.